# إدارة فلوريس
إدارة فلوريس (بالإسبانية: Departamento de Flores)‏(تلفظ بالإسبانية: ‎/ˈfloɾes/‏) هي واحدة من إدارات الأوروغواي، تقع في الجنوب الغربي من الجزء الأوسط من البلاد، عاصمتها ترينداد. تحدها إدارة دورازنو من الشمال والشرق وإدارة فلوريدا من الجنوب الشرقي وإدارة سان خوسيه من الجنوب وإدارة سوريانو من الغرب.

## التاريخ

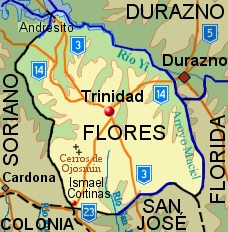
خريطة طبوغرافية إدارة فلوريس توضح الأماكن والطرق الرئيسية المأهولة بالسكان

اقتطعت الإدارة بموجب القانون رقم 1854 المؤرخ 30 ديسمبر 1885 من إدارة سان خوسيه وقت حكومة الرئيس ماكسيمو سانتوس، وسميت على اسم زعيم حزب كولورادو السابق فينانسيو فلوريس الذي ولد في ترينيداد في القرن التاسع عشر.

## الجغرافيا
تقع في جنوب الأوروغواي، وتبلغ مساحتها 5144 كيلومتر مربع، وهي تقع في منطقة السهل البلوري الواقع في الجزء الشمالي الشرقي من البلاد، وهي منطقة متنوعة بها سلاسل جبلية وتلال صغيرة.

## التركيبة السكانية
| المجموعات العرقية في فلوريس (تقديرات 2011) | المجموعات العرقية في فلوريس (تقديرات 2011) | المجموعات العرقية في فلوريس (تقديرات 2011) | المجموعات العرقية في فلوريس (تقديرات 2011) | المجموعات العرقية في فلوريس (تقديرات 2011) |
| ------------------------------------------ | ------------------------------------------ | ------------------------------------------ | ------------------------------------------ | ------------------------------------------ |
| المجموعات العرقية                          | المجموعات العرقية                          |                                            | النسبة                                     | النسبة                                     |
| White                                      | White                                      |                                            | 92.4%                                      | 92.4%                                      |
| أوروغوايانيون ذو أصول أفريقية ‏             | أوروغوايانيون ذو أصول أفريقية ‏             |                                            | 3.5%                                       | 3.5%                                       |
| Indigenous                                 | Indigenous                                 |                                            | 3.6%                                       | 3.6%                                       |
| Asian                                      | Asian                                      |                                            | 0.4%                                       | 0.4%                                       |
| بدون/أخرى                                  | بدون/أخرى                                  |                                            | 3.8%                                       | 3.8%                                       |

بلغ عدد سكان مقاطعة فلوريس 25,050 نسمة (12,342 ذكر و 12,708 إناث) و 10,589 أسرة في تعداد 2011.
البيانات الديموغرافية لإدارة فلوريس عام 2010:
- معدل النمو السكاني: 0.151٪
- معدل المواليد: 14.73 مولود / 1000 شخص
- معدل الوفيات: 9.25 حالة وفاة / 1000 شخص
- متوسط العمر: 34.3 (33.2 ذكور و35.5 إناث)
- متوسط العمر المتوقع:
  - مجموع السكان: 78.66 سنة
  - الذكور: 74.82 سنة
  - الإناث: 82.20 سنة
- متوسط دخل الأسرة: 26.324 بيزو / شهر
- دخل الفرد في الحضر: 11.025 بيزو / شهر

### زيادة عدد السكان
إدارة فلوريس هي أقل إدارة حسب الكثافة السكانية في البلاد. والنمو السكاني بها تقريبًا صفريًا، وهو ما يتضح من حقيقة أن عدد السكان فيه عمليا نفس عدد السكان كما كان في عام 1975.
| العام | تعداد السكان |
| ----- | ------------ |
| 1963  | 23,806       |
| 1975  | 25,006       |
| 1985  | 24,739       |
| 1996  | 25,030       |
| 2004  | 25,104       |
| 2011  | 25,050       |

## الحكومة
تذكر المادة 262 من دستور الجمهورية تتولى المجالس الإدارية إدارة شؤون الإدارات باستثناء خدمة الأمن العام. تقع مقرات هذه المجالس في عواصم الإدارات، وتباشر أعمالها بعد مرور ستين يومًا على انتخابها. كما تنص المادة على أنه يجوز للعمدة تفويض السلطات المحلية بموافقة المجلس الإداري لأداء بعض المهام ضمن المناطق الإقليمية التابعة لكل منها.

### البلديات
- إسمايل كورتيناس

## الاقتصاد
هناك مناطق تزرع فيها الحبوب مثل القمح والذرة والكتان وعباد الشمس. المنطقة الجنوبية الغربية في الأورغواي مخصصة تقريبًا لصناعة الجبن ومنتجات الألبان. وتشتهر الإدارة بالأساس في إنتاج الصوف.